# Aristolebia quadridentata
Aristolebia quadridentata – gatunek chrząszcza z rodziny biegaczowatych i podrodziny Lebiinae.

## Taksonomia
Gatunek opisany został w 1892 roku przez Henry'ego Waltera Batesa i ustanowiony typowym dla nowego rodzaju Aristolebia.

## Opis
Chrząszcz ten posiada przyszwowe kąty pokryw ścięte. Pokrywy czarne z dużą czerwoną plamą w przedniej połowie. Przedplecze z czarnym dyskiem. Pazurki stóp posiadają 7 małych ząbków.

## Występowanie
Gatunek występuje na Półwyspie Indochińskim, gdzie wykazany został z Tajlandii, Laosu i Birmy.